# 克里斯·卡普勒
克里斯·卡普勒（英語：Chris Kappler，1967年2月9日—），美国男子马术运动员。他曾代表美国参加2004年夏季奥林匹克运动会马术比赛，获得团体场地障碍赛金牌和个人场地障碍赛银牌。